# Die Goldgräber
Die Goldgräber ist eine Ballade von Emanuel Geibel aus dem Jahr 1870.

## Inhalt
Drei Goldgräber (Tom, Sam, Will) suchen nach Glück und Gold. Sie graben sich unter schwierigen Bedingungen einen Schacht in einen Berg. Nach einer langen Zeit finden sie das Gold und bringen es aus dem Berg. Als die drei das Gold abwiegen, brechen sie in Jubel aus, denn nun sind sie reich. Tom, der Jäger, sagt, sie sollten sich ausruhen und Sam solle Speisen und Wein für ein Fest holen. Während Sam dies tut, meint Will, dass es schade sei, dass sie das Gold zu dritt teilen müssen. Tom und Will sind sich einig, dass sie das Gold nur durch zwei teilen wollen, und beschließen, Sam in eine Schlucht zu werfen. Als Sam zurückkommt, feiern sie. Die anderen fordern Sam auf mit ihnen zu trinken, aber der sagt, er hätte schon viel getrunken, und geht schlafen. Tom und Will nutzen die Gelegenheit und stechen mit Messern auf ihn ein. Der im Sterben liegende Sam nutzt seine letzten Worte, um mitzuteilen, dass er das Gold auch für sich gewollt und daher seinen Mördern ein tödliches Gift in den Wein gemischt habe.

## Aufbau der Ballade
Die Ballade hat sechzehn Strophen mit je vier Versen.
Das Reimschema ist ein durchgängiger Paarreim (a,a;b,b).
Das Metrum ist ein 4-hebiger Jambus. Der Versschluss der Ballade ist durchgehend durch männliche Kadenzen gekennzeichnet.